# FC Amsterdam in het seizoen 1973/74
Het seizoen 1973/1974 was het tweede jaar in het bestaan van de Amsterdamse betaaldvoetbalclub FC Amsterdam. De club kwam uit in de Eredivisie en eindigde daarin op de vijfde plaats. Tevens deed de club mee aan het toernooi om de KNVB Beker, hierin werd in de derde ronde verloren van Feyenoord (0–1).

## Wedstrijdstatistieken

### Eredivisie
|       | Ajax  | AZ '67 | Feyenoord | Go Ahead Eagles | De Graafschap | FC Groningen | FC Den Haag-ADO | Haarlem | MVV   | NAC   | N.E.C. | PSV   | Roda JC | Sparta | Telstar | FC Twente '65 | FC Utrecht |
| ----- | ----- | ------ | --------- | --------------- | ------------- | ------------ | --------------- | ------- | ----- | ----- | ------ | ----- | ------- | ------ | ------- | ------------- | ---------- |
| Thuis | 1 – 0 | 1 – 0  | 1 – 1     | 3 – 0           | 2 – 1         | 2 – 0        | 3 – 0           | 0 – 1   | 2 – 2 | 2 – 2 | 5 – 0  | 2 – 1 | 2 – 0   | 3 – 1  | 3 – 1   | 2 – 3         | 2 – 1      |
| Uit   | 6 – 1 | 0 – 2  | 5 – 0     | 2 – 2           | 0 – 2         | 1 – 2        | 0 – 1           | 2 – 0   | 0 – 0 | 0 – 1 | 0 – 0  | 2 – 1 | 0 – 0   | 1 – 0  | 0 – 0   | 2 – 0         | 1 – 1      |

### KNVB Beker
| 2e ronde                                             | Fortuna SC   | 0 – 1 (0 – 1) | FC Amsterdam         |
| 11 november 1973 Plaats: Sittard De Baandert         |              |               | 6' Leen van de Merkt |
| 3e ronde                                             | FC Amsterdam | 0 – 1 (0 – 1) | Feyenoord            |
| 24 februari 1974 Plaats: Amsterdam Olympisch Stadion |              |               | 2' Joop van Daele    |

### Intertoto Cup
| Groep 9                                                | FC Amsterdam                                                                   | 2 – 3 (1 – 2)    | AC Nitra                                            |
| 7 juli 1973 Plaats: Amsterdam Olympisch Stadion        | Nico Jansen 24', 64'                                                           | Wedstrijdverslag | 16' Ladislav Jenčák 26' Fedor Starke 58' Ivan Horn  |
| Groep 9                                                | Vejle BK                                                                       | 5 – 1 (2 – 0)    | FC Amsterdam                                        |
| 14 juli 1973 Plaats: Vejle Vejlestadion                | Carsten Andersen 2', 71' Ron van 't Schip 27' (e.d.) Jørgen Markussen 51', 90' | Wedstrijdverslag | 85' Leen van de Merkt                               |
| Groep 9                                                | FC Amsterdam                                                                   | 0 – 0            | Eintracht Braunschweig                              |
| 18 juli 1973 Plaats: Amsterdam Olympisch Stadion       |                                                                                | Wedstrijdverslag |                                                     |
| Groep 9                                                | AC Nitra                                                                       | 4 – 1 (3 – 0)    | FC Amsterdam                                        |
| 21 juli 1973 Plaats: Nitra Štadión pod Zoborom         | Niet bekend                                                                    |                  | Abe van den Ban                                     |
| Groep 9                                                | FC Amsterdam                                                                   | 5 – 1 (1 – 1)    | Vejle BK                                            |
| 28 juli 1973 Plaats: Amsterdam Olympisch Stadion       | Nico Jansen 32', 87' Theo Husers 48' Geert Meijer 50' Jan Fransz 89'           | Wedstrijdverslag | 25' Jørgen Markussen                                |
| Groep 9                                                | Eintracht Braunschweig                                                         | 1 – 4 (0 – 2)    | FC Amsterdam                                        |
| 4 augustus 1973 Plaats: Braunschweig Eintracht-Stadion | Allan Michaelsen                                                               | Wedstrijdverslag | 16' Jan Fransz 26' Eberhard Haun –', –' Nico Jansen |

## Statistieken FC Amsterdam 1973/1974

### Eindstand FC Amsterdam in de Nederlandse Eredivisie 1973 / 1974
| Stand | Gespeeld | Gewonnen | Gelijk | Verloren | Punten | Doelpunten voor | Doelpunten tegen |
| ----- | -------- | -------- | ------ | -------- | ------ | --------------- | ---------------- |
| 5e    | 34       | 17       | 9      | 8        | 43     | 49              | 36               |

### Topscorers
| #                 | Naam               | Goal |
| ----------------- | ------------------ | ---- |
| 1.                | Nico Jansen        | 19   |
| 2.                | Theo Husers        | 12   |
| 3.                | Leen van de Merkt  | 7    |
| 4.                | Chris Dekker       | 2    |
| 4.                | Jan Fransz         | 2    |
| 6.                | Gerard van der Lem | 1    |
| 6.                | Geert Meijer       | 1    |
| 6.                | Tjeerd Koopman     | 1    |
| 6.                | Jaap Visser        | 1    |
| Onbekend doelpunt |                    |      |
| –                 | Onbekend           | 1    |
| Totaal            | Totaal             | 49   |

| #      | Naam              | Goal |
| ------ | ----------------- | ---- |
| 1.     | Leen van de Merkt | 1    |
| Totaal | Totaal            | 1    |

| #              | Naam                                   | Goal |
| -------------- | -------------------------------------- | ---- |
| 1.             | Nico Jansen                            | 6    |
| 2.             | Jan Fransz                             | 2    |
| 3.             | Abe van den Ban                        | 1    |
| 3.             | Theo Husers                            | 1    |
| 3.             | Geert Meijer                           | 1    |
| 3.             | Leen van de Merkt                      | 1    |
| Eigen doelpunt |                                        |      |
| –              | Eberhard Haun (Eintracht Braunschweig) | 1    |
| Totaal         | Totaal                                 | 13   |

## Voetnoten
Ajax ·
FC Amsterdam ·
AZ '67 ·
Feyenoord ·
Go Ahead Eagles ·
De Graafschap ·
FC Groningen ·
FC Den Haag-ADO ·
Haarlem ·
MVV ·
NAC ·
N.E.C. ·
PSV ·
Roda JC ·
Sparta ·
Telstar ·
FC Twente '65 ·
FC Utrecht